# Lac du Banc de Sable
Pour les articles homonymes, voir Banc de Sable (homonymie).
Le lac du Banc de Sable est un plan d'eau douce de la tête de la rivière du Banc de Sable, coulant dans le territoire non organisé de Passes-Dangereuses, dans la municipalité régionale de comté (MRC) de Maria-Chapdelaine, dans la région administrative de la Saguenay-Lac-Saint-Jean, dans la province de Québec, au Canada.
Le lac du Banc de Sable s’étend dans le canton de Maltais. Il est situé entre la limite Est de la zec des Passes et la rivière Péribonka.
La foresterie constitue la principale activité économique du secteur ; les activités récréotouristiques arrivent en second.
Quelques routes forestières secondaires desservent ce secteur sont particulièrement utiles pour les besoins de la foresterie et des activités récréotouristiques,,.
La surface du lac du Banc de Sable est habituellement gelée de la fin novembre au début avril, toutefois la circulation sécuritaire sur la glace se fait généralement de la mi-décembre à la fin mars.

## Géographie
Les principaux bassins versants voisins du lac du Banc de Sable sont :
- côté Nord : ruisseau Patsy, lac Kidney, lac aux Grandes Pointes, rivière Alex, rivière du Nord, lac Alex, ruisseau des Bouleaux, rivière du Portage ;
- Côté Est : lac Patsy, ruisseau Butter, rivière Péribonka, lac Vermont, lac de la Boiteuse, lac Onatchiway ;
- côté Sud : rivière Péribonka, rivière Brûlée, rivière Bernabé ;
- côté Ouest : rivière Brûlée, rivière Alex, rivière des Épinettes Noires[1].

Le lac du Banc de Sable comporte une longueur de 3,0 km, une largeur maximale de 0,8 km et une altitude de 203 m. Il est surtout alimenté par la rivière du Banc de Sable (venant du Nord-Ouest) et une dizaine de petits ruisseaux de montagne.
Le lac du Banc de Sable est situé entièrement en milieu forestier. Il est enclavé entre les montagnes dont les principaux sommets atteignent 400 m au Nord-Est, 340 m au Sud-Ouest et 379 m au Sud.
L’embouchure du lac du Banc de Sable est localisée à :
- 1,2 km en amont de l’embouchure de la rivière du Banc de Sable (confluence avec la rivière Péribonka) ;
- 6,1 km au Nord-Ouest de l’embouchure du lac Tchitogama ;
- 12,7 km au Nord-Ouest du centre du village de Notre-Dame-du-Rosaire ;
- 40,0 km au Nord de l’embouchure du lac Saint-Jean ;
- 42,3 km au Nord-Est du centre-ville de Alma ;
- 50,4 km au Nord-Est de l’embouchure de la rivière Péribonka (confluence avec le lac Saint-Jean)[1].

À partir de l’embouchure du lac du Banc de Sable, le courant descend sur 1,2 km le cours de la rivière du Banc de Sable, sur km le cours de la rivière Péribonka, d’abord vers le Nord-Ouest, puis vers le Sud-Ouest. À l’embouchure de cette dernière, le courant traverse le lac Saint-Jean sur 29,3 km vers l’Est, puis emprunte le cours de la rivière Saguenay vers l’Est jusqu'à la hauteur de Tadoussac où il conflue avec le fleuve Saint-Laurent.

## Toponymie
Dans le Dictionnaire des rivières et lacs de la province de Québec, publié en 1914 par le ministère des Terres et Forêts il est indiqué « Lac des Sables ». Une carte régionale du même ministère de 1915 lui donne plutôt le nom « Grand lac des Sables ». La Commission de géographie lui donne son nom en 1947. Le toponyme « lac du Banc de Sable » a été officialisé le 5 décembre 1968 par la Commission de toponymie du Québec.